# Lei
Lei (sardinski: Lèi) je grad i općina (comune) u pokrajini Nuoru u regiji Sardiniji, Italija. Nalazi se na nadmorskoj visini od 456 metara i ima 507 stanovnika.
 Prostire se na 19,11 km². Gustoća naseljenosti je 27 st/km².
Susjedne općine su: Bolotana i Silanus.